# Аналіт
Аналі́т (рос. анализируемое вещество, англ. analyte) — речовина чи інша складова системи, котра підлягає хімічному аналізу.
Аналіт може бути компонентом розчину, газової суміші або твердого компонента. Прикладом можуть бути іони хлориду, визначені в звичайному сольовому розчині, кисню в повітрі або заліза в сталі.
Інформація, отримана з вибірки аналіту, може бути якісною, кількісною, структурною (стосовно хімічної структури). 